# Wolfgang Tschirk
Wolfgang Tschirk (* 5. Oktober 1956) ist ein ehemaliger österreichischer Leichtathlet, der im  Hochsprung antrat. Tschirk ist Autor von naturwissenschaftlichen Sachbüchern.

## Sportliche Karriere
Wolfgang Tschirk begann beim Badener AC und trat ab 1979 für den ULC Weinland an. Er gewann den österreichischen Meistertitel im Freien von 1974 bis 1984 elfmal in Folge. 1990 und 1991 folgten zwei weitere Titel. Hinzu kamen fünf Meisterschaftssiege in der Halle. Tschirk stellte 1974 den österreichischen Hochsprungrekord mit 2,07 ein und verbesserte ihn bis auf 2,22 Meter, gesprungen am 23. Juli 1983 in Ebensee.
Tschirks internationale Karriere begann mit dem 14. Platz bei den Junioreneuropameisterschaften 1975 in Athen. 1977 bei der Universiade in Sofia wurde er Fünfter mit 2,16 Meter. 1981 belegte er mit 2,15 Meter den 13. Platz bei den Halleneuropameisterschaften in Grenoble. Im Jahr darauf wurde er bei den Halleneuropameisterschaften in Mailand 17. mit 2,15 Meter. Ebenfalls 2,15 Meter sprang Tschirk in der Qualifikation bei den Weltmeisterschaften in Helsinki.
Wolfgang Tschirk studierte an der Universität Wien Mathematik und Physik und erwarb später mehrere Patente für lernende Systeme. Daneben verfasste er mehrere Bücher unter anderem zur Geistesgeschichte der Logik, der Mathematik und der Physik.

## Bücher
- Statistik: klassisch oder Bayes. Springer Berlin, 2014
- Bayes-Statistik für Human- und Sozialwissenschaften. Springer Berlin/Heidelberg, 2019
- Der Laplacesche Dämon. Springer Berlin/Heidelberg, 2020
- Vom Universum. Springer Berlin/Heidelberg, 2021 (2. Auflage, 1. Auflage 2006 bei Edition Va Bene)
- Vom Spiegel des Universums. Springer Berlin/Heidelberg, 2021 (2. Auflage, 1. Auflage 2007 bei Edition Va Bene)
- Vom Universum des Denkens. Springer Berlin/Heidelberg, 2022